# Lise Meitnerová
Lise Meitnerová (7. listopadu 1878 Vídeň – 27. října 1968 Cambridge, Spojené království) byla významná rakouská fyzička působící v oboru jaderné fyziky a radioaktivity. Podílela se na objevu protaktinia a na její počest byl pojmenován prvek s protonovým číslem 109, meitnerium. Spolu se svým synovcem Otto Frischem publikovala první fyzikálně-teoretické vysvětlení jaderného štěpení. Její podstatný podíl na tomto objevu, za který dostal Otto Hahn Nobelovu cenu, byl dlouhá léta opomíjen.

## Život

### Mládí ve Vídni
Narodila se v židovské rodině jako třetí z osmi dětí. V matrice narození Židovské obce ve Vídni a v záznamu v křestní knize z roku 1908 byl jako její datum narození zapsán 17. listopad, ale ve všech ostatních dokumentech se uvádí 7. listopad a Lise Meitnerová vždy slavila své narozeniny v tento den. 
Své původní jméno Elise si již v mládí zkrátila na Lise. Rodina patřila k vyššímu měšťanskému stavu, její otec Dr. Philipp Meitner byl advokátem. Příjmení Meitner je odvozeno od obce Majetín v Olomouckém kraji, z které pocházeli předci Elise z otcovy strany. Rodiče vychovávali své děti jako protestanty, což nebylo v tehdejší době nic výjimečného. Sama Lise pak v roce 1908 opustila židovskou obec a nechala se v roce 1908 pokřtít jako protestantka. V rodině hrála velkou roli hudba a děti se učily hrát na klavír hlavně vlivem své matky. Lise se již od mala zajímala o přírodní děje a toto nadšení v ní vzbudilo touhu studovat. Tehdejší společnost byla ale ke studiu žen uzavřena. Díky podpoře svých liberálních rodičů složila zkoušku, která ji opravňovala vyučovat francouzštinu a samostudiem se připravovala k maturitě, kterou úspěšně vykonala jako externistka na chlapeckém Akademickém gymnáziu v červenci 1901. V říjnu téhož roku započala studium fyziky na univerzitě ve Vídni. K jejím profesorům patřili i Ludwig Boltzmann a jeho asistent Stefan Meyer, pod jejichž vlivem se rozhodla věnovat vědeckému výzkumu. Zabývala se radioaktivitou, vlastnostmi paprsků alfa a beta. Byla teprve druhou ženou, která na Vídeňské univerzitě získala doktorský titul v oboru fyzika. Název její doktorské práce byl Vedení tepla v nehomogenních tělesech. Po dokončení doktorátu se neúspěšně ucházela o studium u Marie Curie v Paříži. Rok pracovala v Institutu pro teoretickou fyziku ve Vídni.

### Vědecká kariéra v Berlíně
Roku 1907 se přestěhovala do Berlína, kde chtěla navštěvovat především přednášky Maxe Plancka v oboru teoretické fyziky. Tam se poprvé setkala s chemikem Otto Hahnem, který byl jejím vrstevníkem a právě se vrátil ze studijního pobytu v Kanadě. Meitnerová pracovala s Hahnem dalších 30 let, stal se z nich jeden z nejúspěšnějších vědeckých párů v dějinách. Jejich vztah po celou dobu zůstal v rovině přátelství a vzájemného respektu, čistě profesionální. Hahn měl svou rodinu a Meitnerová se plně soustředila na vědeckou práci, zůstala svobodná. 
V Chemickém institutu Univerzity Fridricha Wilhelma zpočátku pracovali dlouhá léta v provizorních podmínkách v laboratoři zřízené v bývalé dřevařské dílně. Vzhledem k tomu, že v Prusku ženy v té době ještě nesměly  studovat, Meitnerová musela do budovy vždy vstupovat zadním vchodem a nesměla do poslucháren a experimentálních místností studentů. Při spolupráci s Hahnem v oblasti radioaktivity se vzájemně doplňovali znalostmi fyziky a chemie. V roce 1909 byl jejich prvním významným úspěchem objev radioaktivního zpětného rázu během emise alfa paprsků a jeho použití k získání nových produktů radioaktivní transformace. Již od počátku spolupráce publikovali několik prací. Zabývali se Aktiniem C, zářením beta, Thoriem D aj. Zlepšily se i jejich pracovní podmínky, když jim byla přidělena laboratoř v oddělení výzkumu radioaktivity nově založeného Institutu císaře Viléma pro chemii v Berlíně-Dahlemu. Meitnerová zpočátku pokračovala v práci zdarma, ale v roce 1913 se stala první ženou, která se stala vědeckou členkou Společnosti císaře Viléma. Díky těmto úspěchům si Lise Meitnerová udělala jméno ve fyzice a osobně se seznámila mimo jiné s Albertem Einsteinem a Marií Curie. V letech 1912–1915 byla neoficiální asistentkou Maxe Plancka.
Do vzájemné spolupráce zasáhla první světová válka. Meitnerová nastoupila v červenci 1915 dobrovolně jako sestra obsluhující rentgen v rakouských polních nemocnicích. Jedním z míst, kde působila, byla i nemocnice Červeného kříže v Praze-Karlíně. Do Berlína se vrátila v roce 1916, aby zde pokračovala spolu s Otto Hahnem ve výzkumu. Roku 1918 pak společně objevili dlouho hledaný chemický prvek protaktinium. Meitnerová byla jmenována vedoucí oddělení radiofyziky Institutu císaře Viléma pro chemii. V letech 1920–1934 zde pracovali na vlastních výzkumech.

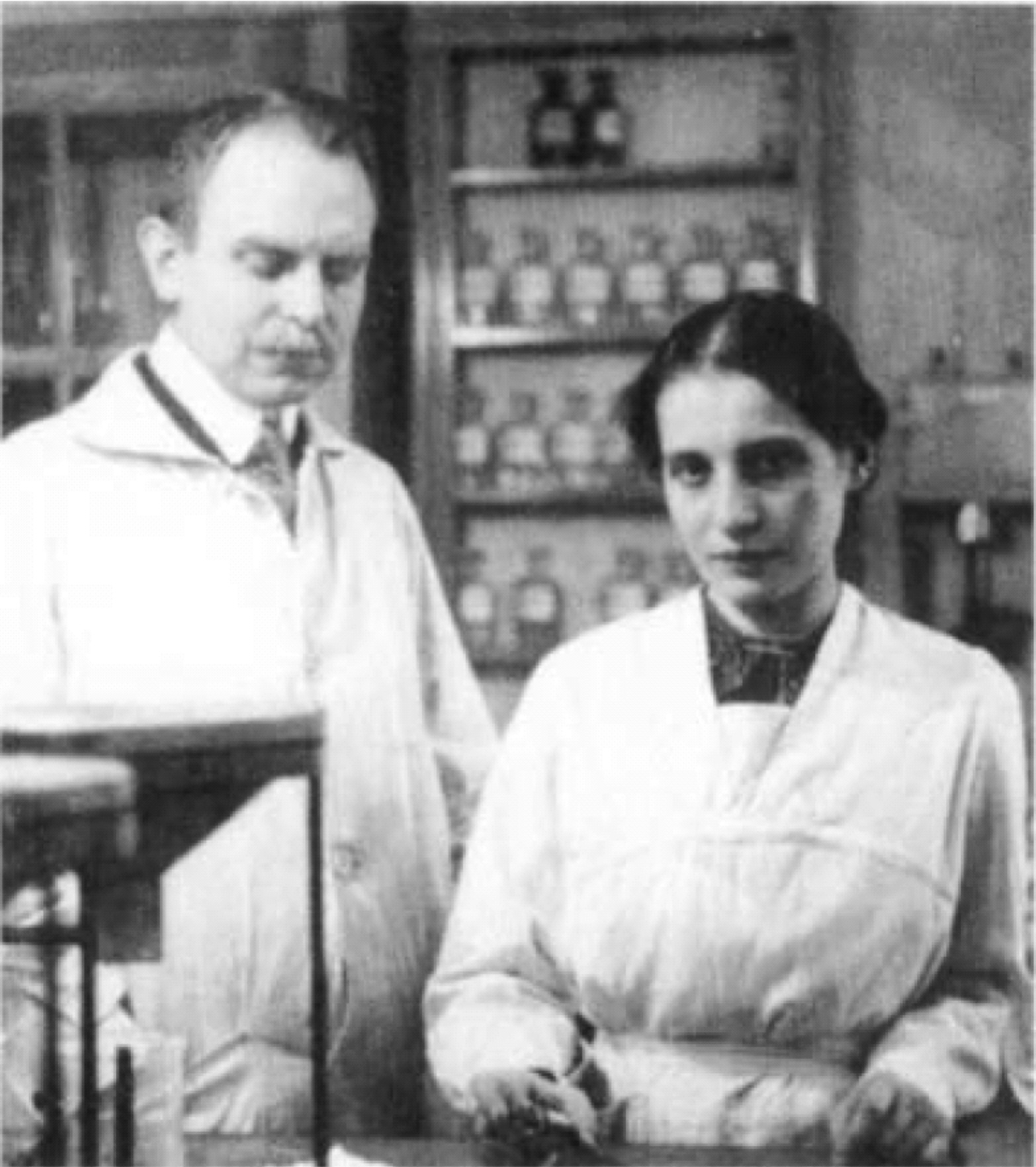
Lise Meitnerová a Otto Hahn v laboratoři (1912)

V roce 1922 se habilitovala a získala tak právo pracovat jako odborná asistentka. V roce 1926 se stala docentkou experimentální jaderné fyziky na univerzitě v Berlíně. Byla první německou profesorkou fyziky, získala uznání i v zahraničí. Navázala úzký kontakt s Fyzikálním ústavem v Kodani, spřátelila se s jeho ředitelem Nielsem Bohrem a jeho rodinou.
Roku 1923 objevila neradioaktivní zářivý přechod známý jako Augerův jev; jev byl nazván podle francouzského fyzika Pierra Augera, který jej nezávisle na nich objevil o dva roky později. Jako první se jí podařilo v roce 1933 identifikovat pozitrony a pár elektron–pozitron jakožto produkty gama paprsků. Od roku 1924 byla opakovaně navrhována na Nobelovu cenu (celkem 49 nominací, z toho 30 za fyziku, 19 za chemii).
Rok 1933, kdy se A. Hitler stal říšským kancléřem, přinesl Meitnerové potíže kvůli jejímu židovskému původu. Zůstala sice v Institutu císaře Viléma, v němž byl Hahn ředitelem, ale nesměla přednášet na univerzitě. I přes tuto politickou nestabilitu navázala opět na úspěšnou spolupráci s Hahnem a v roce 1934 se k nim připojil i chemik Fritz Strassmann. Nový tým pracoval na štěpení jader. Situace se však vyostřila a po obsazení Rakouska nacistickým Německem roku 1938 se náhle stala občankou Německa a dostala se tak do potenciálního přímého ohrožení. Hahn, Bohr a další vědci jí urychleně pomáhali připravit odchod do exilu. S pomocí nizozemského fyzika Dirka Costera se jí nakonec podařilo na utéct z Německa přes Nizozemsko a Dánsko do švédského Stockholmu. 

### Život ve Stockholmu
Na podzim roku 1938 Meitnerová nastoupila do Nobelova ústavu. Ústav jí sice nabídl místo, ale ke své práci měla daleko horší podmínky než v Berlíně. Nepoužitelné přístroje a nedostatek asistentů její vědeckou práci prakticky zastavily. S Hahnem ale udržovala čilou korespondenci a ještě v listopadu téhož roku se s ním tajně setkala v  Kodani. Naplánovali sérii dalších experimentů, které pak prokázaly jev radioaktivního štěpení uranu a thoria. Meitnerová k tomu významně přispěla konzultacemi prostřednictvím dopisů. Chemický důkaz štěpné jaderné reakce provedli 22. prosince 1938 Hahn ve spolupráci se Strassmannem, kdy objevili štěpení uranu 235 ve středně těžkých atomových jádrech, při kterém vznikají dva nové prvky, baryum a stroncium. Hahnovy a Strassmannovy radiochemické výzkumy byly poprvé zveřejněny 6. ledna 1939 v časopise Die Naturwissenschaften. V únoru 1939 pak Lise Meitnerová a její synovec, jaderný fyzik Otto Frisch podali první fyzikálně-teoretickou interpretaci tohoto jevu v článku publikovaném v anglickém časopise Nature. Objasnili původ obrovského množství energie, které je průvodním jevem štěpení uranu: Dva fragmenty (atomová jádra), které vznikají během společného štěpení, mají nižší celkovou hmotnost než původní atomové jádro uranu. Z tohoto hmotnostního rozdílu použili Einsteinův vzorec E = mc² k výpočtu energie uvolněné během štěpení asi 200 milionů elektronvoltů na rozštěpené atomové jádro. Frisch použil termín jaderné štěpení, který se následně stal mezinárodně známým.
V roce 1946 obdržel Hahn za objev štěpení uranu Nobelovu cenu za chemii, avšak komise pro udělení Nobelovy ceny neocenila podíl Lisy Meitnerové. Svůj podíl hrála jednak politická situace v Evropě a její exil, ale také sám Hahn, který sice její přínos  jako teoretické fyzičky zcela nezpochybňoval, nicméně ani plně neuznal. Otázka podílu jednotlivých vědců na objevu jaderného štěpení byla dlouhá léta předmětem rozporuplných diskusí. Hahnovi bylo především vyčítáno zamlčování zásadního podílu Meitnerové. Hahn do konce života zastával postoj, že objev jaderného štěpení byl čistě jen otázkou chemie. Takovéto připisování objevů vědkyní jejich mužským kolegům se nazývá Matildin efekt. Meitnerová nikdy jeho zasloužené ocenění nezpochybnila, i když v soukromých dopisech poukazovala na to, že není možné z objevu vymazat i její přínos a rovněž zlehčovat její a Frischovu interpretaci, jak se stalo v Německu tradicí. S Hahnem se přátelila do konce života. 

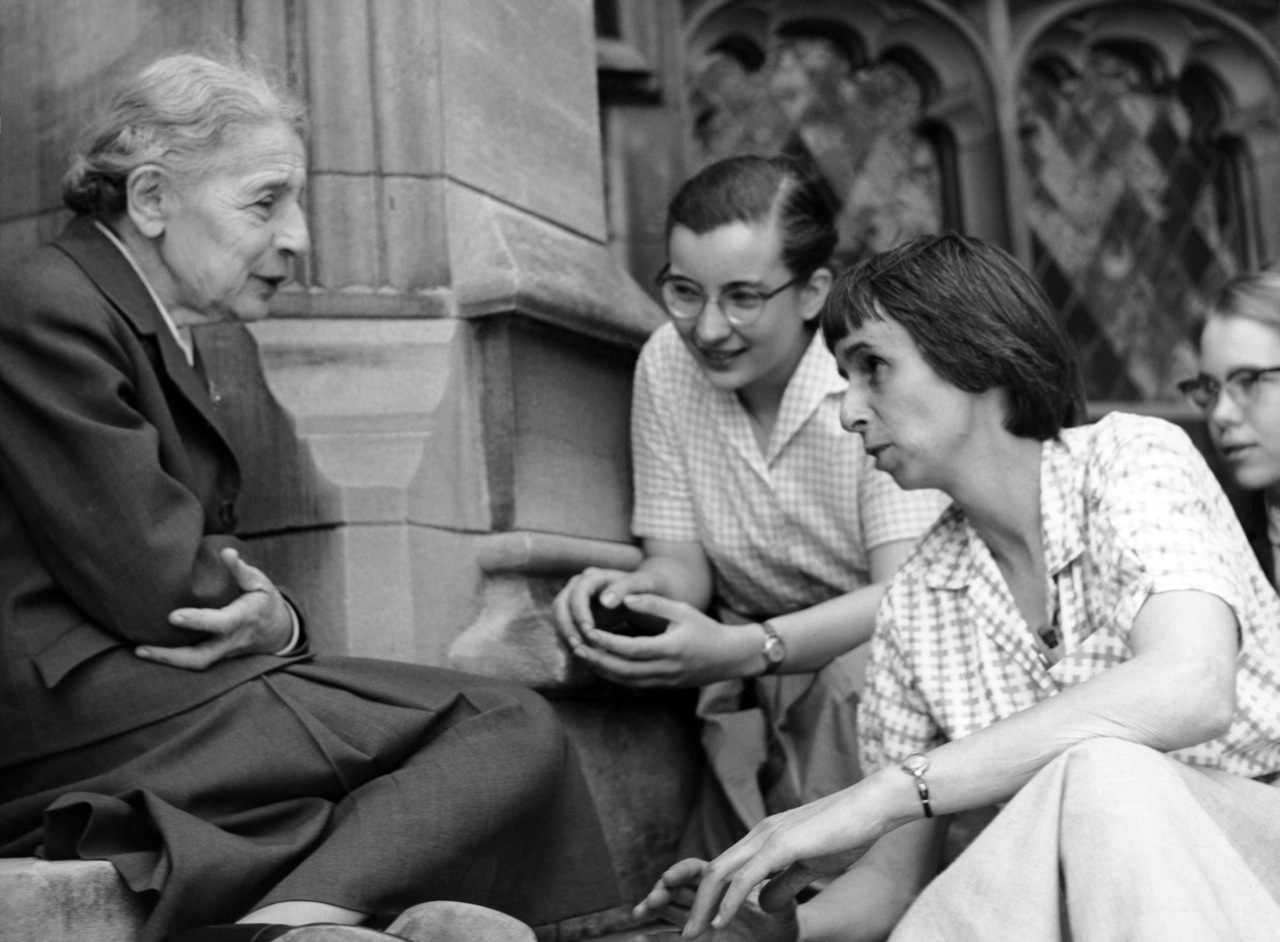
Meitnerová se studenty v Pensylvánii (1960)

Její přínos v rámci výzkumu jaderného štěpení byl ale veřejnosti znám a snad možná právě proto si jí veřejnost také mylně spojovala i s vývojem atomové bomby. Lise Meitnerová musela vysvětlovat, že se na vývoji atomové bomby nepodílela a jednoznačně bojovala pouze za mírové využití jaderné energie. Vše eskalovalo zejména při její návštěvě USA, kam v lednu 1946 odjela přednášet, a kde se stala středem pozornosti. To bylo pro vědkyni s uzavřenou povahou velmi nepříjemné. Přestože měla možnost v USA zůstat a nadále pracovat, vrací se v červenci 1946 zpět do Evropy. 
Meitnerová byla po celou dobu války i po jejím skončení zklamána chladným postojem svých kolegů a v podstatě i všech Němců vůči nacismu a to byl také důvod, proč odmítla návrat do Německa spojený s pracovní nabídkou vedení fyzikálního oddělení v Mohuči. V roce 1948 získala švédské občanství. 
Od roku 1947 vedla oddělení jaderné fyziky Fyzikálního ústavu Královského technologického institutu ve Stockholmu a zastávala různá hostující profesorská místa na amerických univerzitách. Kolem roku 1952 postupně ustala s experimentální prací a začala se věnovat mnoha přednáškám a diskusím. Svými názory přispívala i k prolamování přežívajících předsudků. 
Obdržela řadu ocenění po celém světě včetně Německa, kam se příležitostně vracela. V Berlíně byl roku 1959 založen Hahn-Meitner Institut pro jaderný výzkum, nyní součást Helmholzovy společnosti. Při jeho otevření byla Meitnerová přítomna. Naposledy navštívila Berlín v roce 1964.

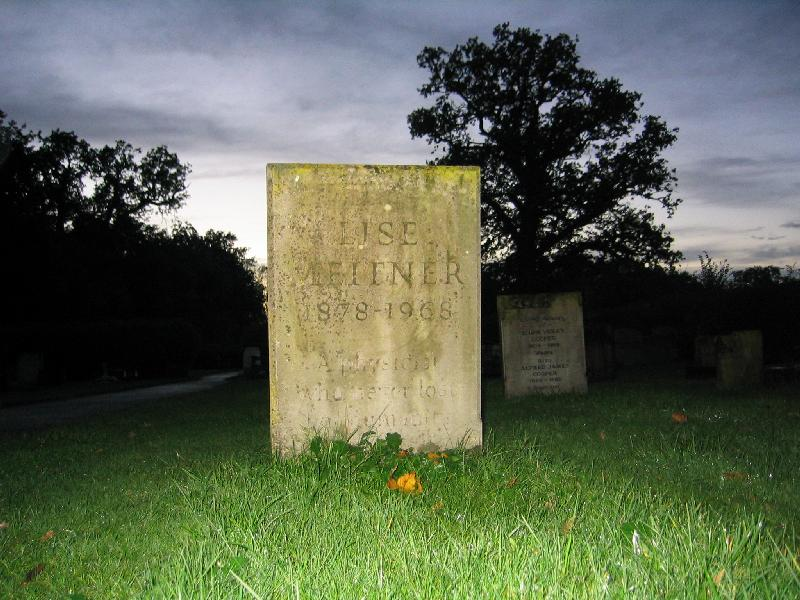
Hrob Lise Meitnerové

Její práce byla významně oceněna až v roce 1966, kdy byla spolu s Otto Hahnem a Fritzem Strassmannem, tedy v původním týmovém složení, oceněna cenou Enrica Fermiho zvanou Enrico Fermi Prize. Bylo to poprvé, co tuto cenu dostali vědci mimo Spojené státy americké. Lise pak byla první ženou, která tuto cenu obdržela. Vzhledem k jejímu podlomenému zdraví a úctyhodnému věku si však cenu nemohla převzít přímo ve Vídni.
Zemřela 27. října 1968 v Cambridgi, kam se v roce 1960 přestěhovala za svým synovcem. Byla pohřbena v Bramley v Hampshire. Nápis na náhrobku pochází od jejího synovce Otto Frische. Zní takto: "Fyzička, která nikdy neztratila svou lidskost"
Na její počest byl v roce 1992 pojmenován prvek s atomovým číslem 109 (transuran) meitnerium, zkratka Mt.

## Pocty a ocenění (chronologicky)
| Rok  | Ocenění |
| ---- | --- |
| 1924 | Leibnizova medaile Berlínské akademie věd                                                                                        |
| 1925 | Cena Ignáce L. Liebena Akademie věd, Vídeň                                                                                       |
| 1926 | jmenování členem korespondentem Göttingenské akademie věd                                                                        |
| 1927 | Cena Ellena Richarda, USA (cenu získala společně s Ramartem Lucasem)                                                             |
| 1941 | jmenována členkou Akademie věd v Göteborgu                                                                                       |
| 1945 | jmenována členkou Švédské akademie věd                                                                                           |
| 1946 | jmenována členkou Norské akademie věd                                                                                            |
| 1946 | jmenována členkou Royal Society v Dánsku                                                                                         |
| 1946 | Žena roku, USA |
| 1946 | vyznamenání National Conference of Christians and Jews, USA                                                                      |
| 1946 | čestný doktorát: Univerzita Rochester, Rutgers University, Smith College, Adelphe College                                        |
| 1947 | Cena Vilma, cena za přírodní vědy města Vídně                                                                                    |
| 1948 | jmenována členem korespondentem Rakouské akademie věd                                                                            |
| 1948 | jmenována zahraničním vědeckým členem Společnosti Maxe Plancka                                                                   |
| 1949 | Medaile Maxe Plancka Německé fyzikální společnosti (cenu získala společně s Otto Hahnem)                                         |
| 1949 | jmenována členem korespondentem Německé akademie věd                                                                             |
| 1950 | Čestný doktorát v Stockholmu |
| 1955 | Cena Otto Hahna za chemii |
| 1955 | jmenována zahraničním členem anglické Royal Society                                                                              |
| 1956 | diplom k padesátému výročí doktorátu, Vídeň                                                                                      |
| 1956 | čestný doktorát Freie Universität, Berlín                                                                                        |
| 1957 | řád Pour le Mérite za vědu a umění Spolkové republiky Německo                                                                    |
| 1958 | čestné občanství města Vídně |
| 1960 | členství v Americké akademii věd                                                                                                 |
| 1960 | Medaile Wilhelma Exnera, Vídeň                                                                                                   |
| 1962 | Medaile Doroty Schlözerové, Göttingen                                                                                            |
| 1966 | Cena Enrica Fermiho, USA (cenu získala společně s Otto Hahnem a Fritzem Strassmannem)                                            |
| 1967 | Rakouské vyznamenání za vědu a umění                                                                                             |
| 1991 | její busta je umístěna v čestném sále Německého muzea                                                                            |
| 1992 | prvek s atomovým číslem 109 nese její jméno – meitnerium                                                                         |
| 1992 | hesenské ministerstvo pro umění a vědu založilo Cenu Lisy Meitnerové pro vědecké pracovnice v oboru přírodních a technických věd |